# لوتشيان أوبريا
لوتشيان أوبريا (بالرومانية: Lucian Oprea)‏ (31 مارس 1998 بتيميشوارا في رومانيا - ) هو لاعب كرة قدم روماني في مركز الوسط.

## وصلات خارجية
- لوتشيان أوبريا على موقع قاعدة بيانات كرة القدم.إي يو (الإنجليزية)
- لوتشيان أوبريا على موقع Soccerway.com (الإنجليزية)